# Weimerskirch
Weimerskirch är en stadsdel i staden Luxemburg. Weimerskirch ligger 321 meter över havet och antalet invånare är 1 472.